# 新山村駅
新山村駅（しんざんそん-えき）は、中華人民共和国重慶市大渡口区に位置する重慶軌道交通2号線の駅である。駅番号は(218)。

## 駅構造
相対式ホーム2面2戦の高架駅。
| 2号線ホーム (3F) | 相対式ホーム            |
| 2号線ホーム (3F) | ←2号線 大坪・較場口方面 |
| 2号線ホーム (3F) | 2号線 魚洞方面→         |
| 2号線ホーム (3F) | 相対式ホーム            |

## 駅周辺
- 大渡口汽車站
- 新世紀百貨
- 香港城
- 八橋鎮政府
- 重慶族遊学校

## 歴史
- 2006年7月1日 - 開業。

## 隣の駅
重慶軌道交通
■2号線
大渡口駅 (217) - 新山村駅 (218) - 天堂堡 (219)